# Jaroslav Tůma
Jaroslav Tůma, né à Prague le 16 octobre 1956, est un organiste tchèque. 
Professeur de l'Académie tchèque des arts musicaux au Conservatoire de Prague (étudiants: Petr Rajnoha, Pavel Kohout, Pavel Černý, Pavel Svoboda, Drahoslav Gric et beaucoup d'autres).